# Deutscher Filmpreis du meilleur film documentaire
Le Prix du film allemand du meilleur film documentaire (Deutscher Filmpreis/Bester Dokumentarfilm) est un prix attribué à un film documentaire et qui est remis lors de la cérémonie annuelle des Prix du film allemand, qui récompense les meilleures productions cinématographiques de l'année en Allemagne.

## Palmarès
- 2000 : Buena Vista Social Club de Wim Wenders
- 2001 : Havanna mi amor de Uli Gaulke
- 2002 : Black Box BRD (de) d'Andres Veiel
- 2003 : Rivers and Tides de Thomas Riedelsheimer
- 2004 : Die Kinder sind tot (de) de Aelrun Goette
- 2005 : Rhythm Is It! (de) de Thomas Grube et Enrique Sánchez Lansch
- 2006 : Lost Children (de) d'Ali Samadi Ahadi et Oliver Stoltz
- 2007 : La Mort du travailleur (Workingman’s Death) de Michael Glawogger
- 2008 : Prinzessinnenbad (de) de Bettina Blümner
- 2009 : NoBody's Perfect de Niko von Glasow
- 2010 : Das Herz von Jenin (de) de Leon Geller et Marcus Vetter
- 2011 : Pina de Wim Wenders
- 2012 : Gerhard Richter Painting de Corinna Belz
- 2013 : Des abeilles et des hommes de Markus Imhoof
- 2014 : Beltracchi – Die Kunst der Fälschung (de) d'Arne Birkenstock (de)
- 2015 : Citizenfour de Laura Poitras
- 2016 : Above and Below (en) de Nicolas Steiner
- 2017 : Cahier Africain (de) de Heidi Specogna
- 2018 : Beuys d'Andres Veiel
- 2019 : Djihadistes de père en fils de Talal Derk
- 2020 : Born in Evin (de) de Maryam Zaree
- 2021 : Mr Bachmann and His Class (Herr Bachmann und seine Klasse) de Maria Speth
- 2022 : The Other Side of the River (fi) d'Antonia Kilian